# Nüttermoor
Nüttermoor is een dorp in de Duitse deelstaat Nedersaksen. Bestuurlijk valt het dorp sinds 1973 onder de stad Leer in Oost-Friesland. De naam van het dorp wordt ook gebruikt voor het noordelijke stadgebied van Leer.
Het oorspronkelijke dorp is op een zandrug ten noorden van Leer ontstaan. In de buurt van het dorp werd in 1283 het klooster Thedinga gesticht. De dorpskerk, gelegen op een Warft, uit het begin van de veertiende eeuw, is waarschijnlijk gesticht vanuit het klooster.

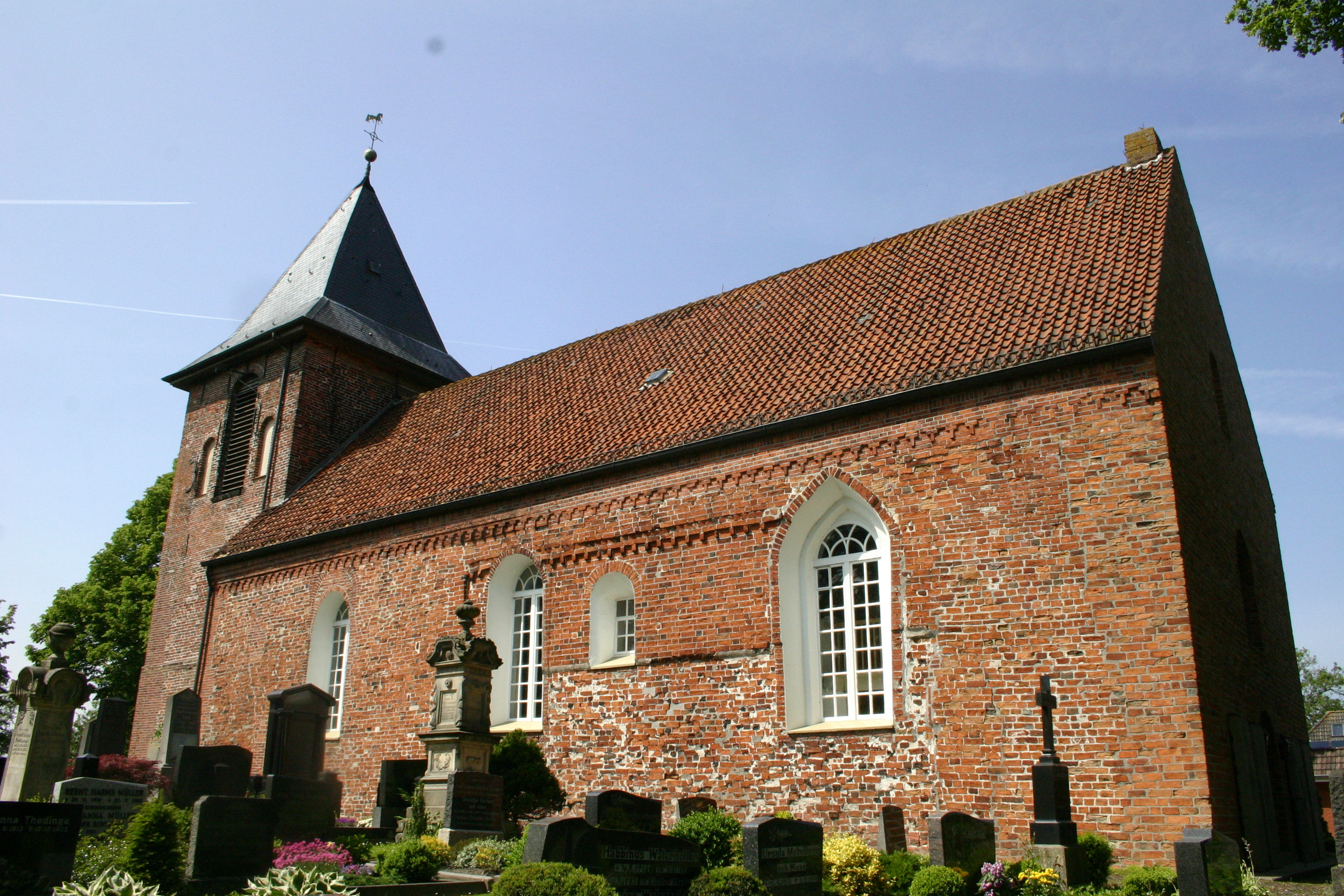
Kerk van Nüttermoor
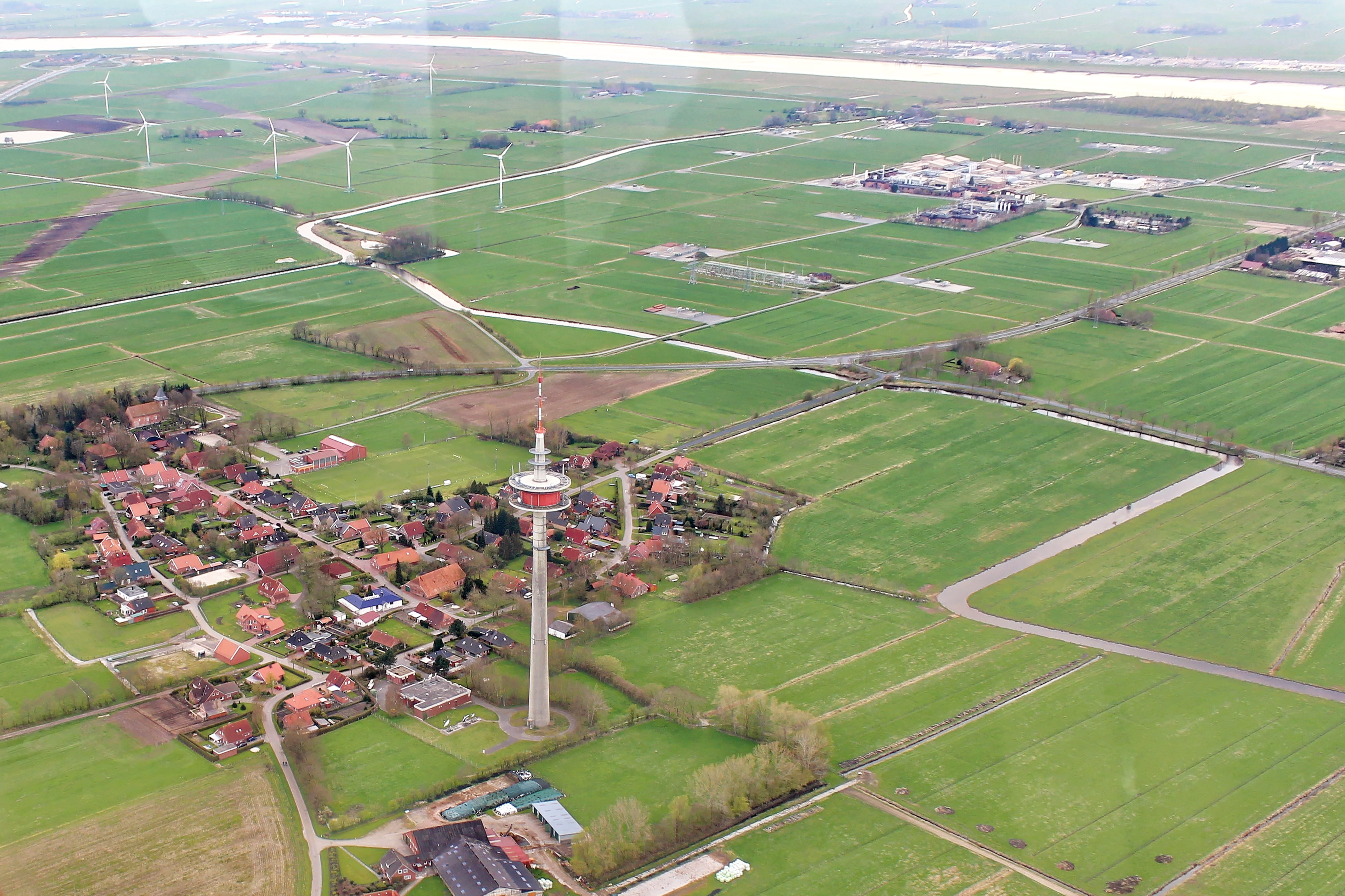
Luchtfoto van Nüttermoor

In Nüttermoor ligt sedert 1970, 4½ km ten noorden van de Leerder binnenstad, een klein vliegveld, Flugplatz Leer-Papenburg. Het vliegveld heeft ICAO-code EDWF. De geografische coördinaten luiden:	53° 16′ 19″ noorderbreedte, 7° 26′ 31″ oosterlengte. Het veld ligt 1 m  (3 ft) boven zeeniveau.
Flugplatz Leer-Papenburg heeft een in 2002 aangelegde geasfalteerde start- en landingsbaan van 1200 meter lang en 20 meter breed, en een taxibaan. Het wordt niet alleen door helikopters, voor de zweefvliegsport en door kleine sport- en hobbyvliegtuigjes gebruikt, maar ook frequent door kleine en middelgrote vrachtvliegtuigen. Deze vervoeren goederen o.a. voor de Meyer-scheepswerf te Papenburg en voor de Volkswagen-autofabriek te Emden.
- Bibliothèque nationale de France: cb13321203b (data)
- Gemeinsame Normdatei: 4282831-4
- Library of Congress Control Number: n2004034346
- Nationale Bibliotheek van Israël: 987007467879705171
- Système universitaire de documentation: 035461896
- Virtual International Authority File: 123357477